# Beybienkoa kurandanensis
Beybienkoa kurandanensis är en kackerlacksart som beskrevs av Roth, L. M. 1991. Beybienkoa kurandanensis ingår i släktet Beybienkoa och familjen småkackerlackor. Inga underarter finns listade.